# Stazione di Nokcheon
La stazione di Nokcheon (녹천역 - 鹿川驛, Nokcheon-yeok) è una stazione ferroviaria di Seul situata sulla linea Gyeongwon e servita dalla linea 1 della metropolitana di Seul. Si trova nel quartiere di Nowon-gu, a nord-est del centro della capitale sudcoreana.

## Linee e servizi
Korail
● Linea 1 (ufficialmente, linea Gyeongwon) (Codice: 117)

## Struttura
La stazione è realizzata su viadotto, con due binari passanti e due marciapiedi laterali.
| 1 | ■ Linea Gyeongwon | per Changdong, Uijeongbu, Dongducheon e Soyosan  |
| 2 | ● Linea 1         | per Cheongnyangni, Seul, Yongsan, Guro e Incheon |

## Stazioni adiacenti
| «                    | Servizio | »       |
| Linea 1              | Linea 1  | Linea 1 |
| -------------------- | -------- | ------- |
| Changdong            | Locale   | Wolgye  |
| L'Espresso non ferma |          |         |